# Pan (mitologia)
Pan (gr. Πάν Pán, łac. Pan, Faun, Faunus) – wywodzący się z Arkadii grecki bóg opiekuńczy lasów i pól, strzegący pasterzy oraz ich trzód. W rzymskim panteonie bogów Pan utożsamiany był z Faunem (Faunusem) lub z bogiem lasów Silvanusem.
Pan był przedstawiany w postaci pół człowieka, pół zwierzęcia. Miał tułów i twarz mężczyzny, był cały owłosiony, o kozich nogach, ogonie, brodzie i rogach. Wyglądem przypominał satyra, stąd zwano ich czasem panami. Ponadto był bardzo zwinny i słynął z umiejętności tanecznych. Przebywał głównie w górach i gajach, w pobliżu źródeł i zaciszu drzew. Przypisywano mu dużą aktywność seksualną, a obiektami jego zalotów były zarówno nimfy jak i młodzi chłopcy oraz zwierzęta.
Pan stał się bogiem popularnym w całej antycznej Grecji i wraz z upływem czasu przypisywano mu nowe funkcje, np. lekarza i wieszcza, a pod wpływem neoplatonizmu uznano go za wcielenie płodności.
Atrybutami Pana była syringa, kij pasterski, wieniec jodłowy lub jodła w ręce. Poświęcona była mu świątynia w Atenach.

## Pan w mitach

### Pochodzenie
Pan był bohaterem głównie poetów aleksandryjskich, nie występował w poematach homeryckich. Opowieść o jego narodzinach spotkać można jednak w tzw. hymnie homeryckim, w którym występował jako syn Hermesa i nimfy Dryope. Według mitu po urodzeniu jego matka odrzuciła go od siebie, lecz ojciec zaniósł go na Olimp. Wszyscy bogowie zachwycali się dzieckiem, a głównie Dionizos, który chętnie przebywał później w jego towarzystwie zaś Pan, należał do jego orszaku. Bogowie też nadali mu imię Pan, co miało oznaczać wszystko, cały.
Istnieją jeszcze inne wersje narodzin Pana. Jedna z nich mówi, iż był synem Hermesa (lub Apolla) i Penelopy, żony Odyseusza, który za zdradę wygnał ją do Ikariosa, a następnie do Mantinei. Niektóre opowieści mówią, iż Pan był synem Zeusa i Hybris lub Zeusa i Kallisto, a także synem Eteru i nimfy Ojne, Kronosa i Rei, Uranosa i Gai lub pasterza Kratis i kozy.

### Fletnia Pana

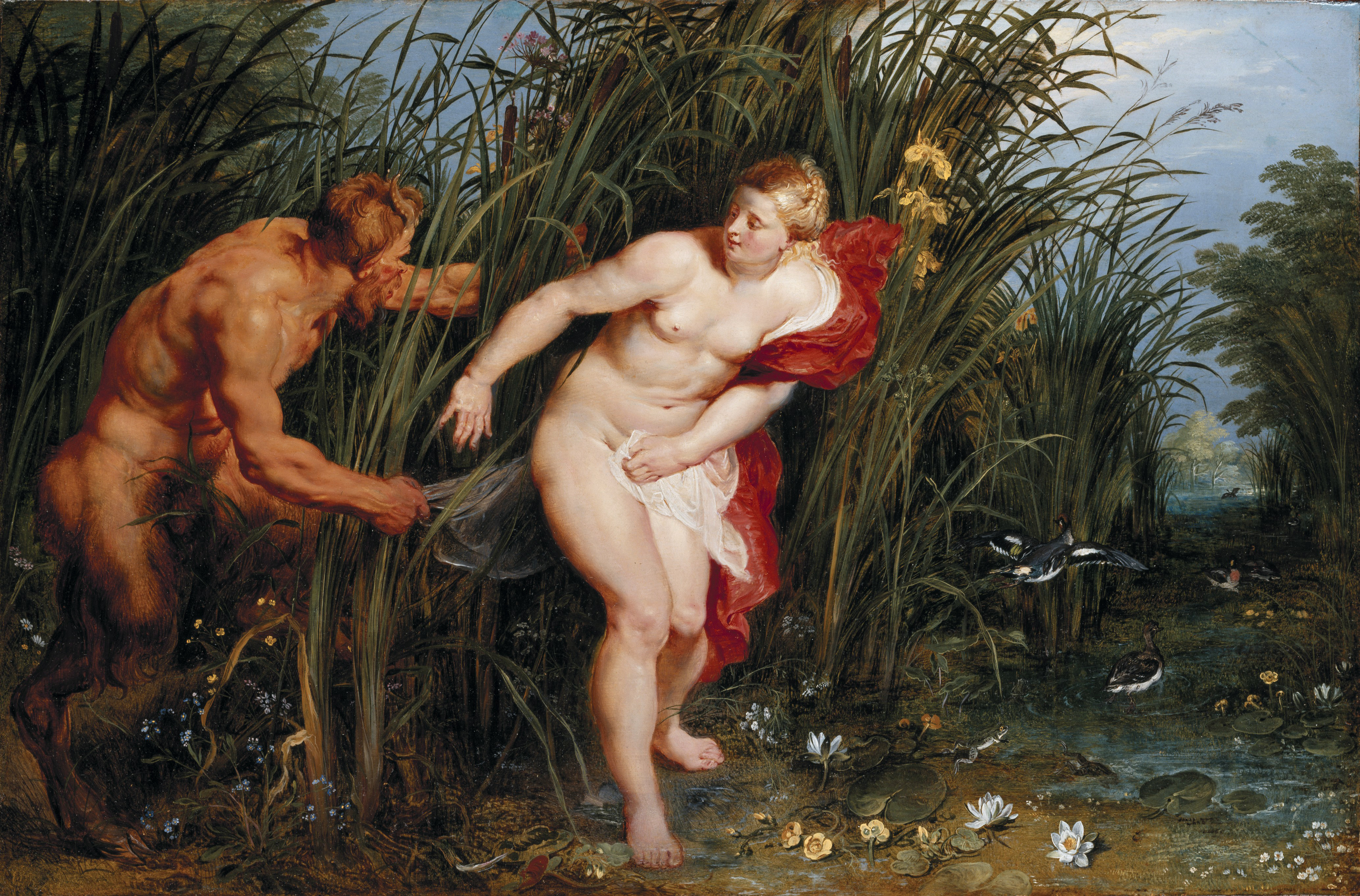
Pan i Syrinx Rubensa

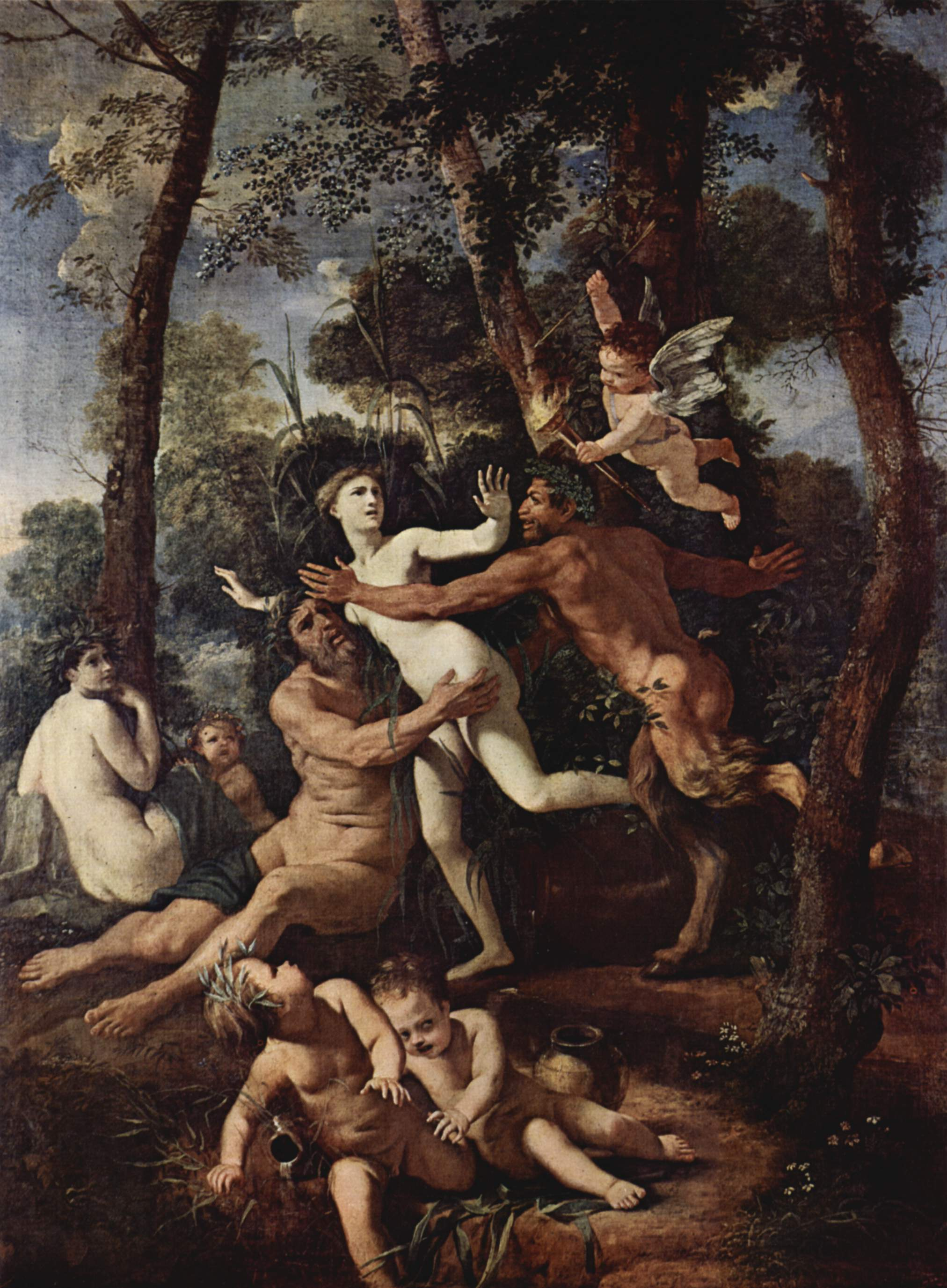
Pan i Syrinx (1637-1638) Nicolas Poussin

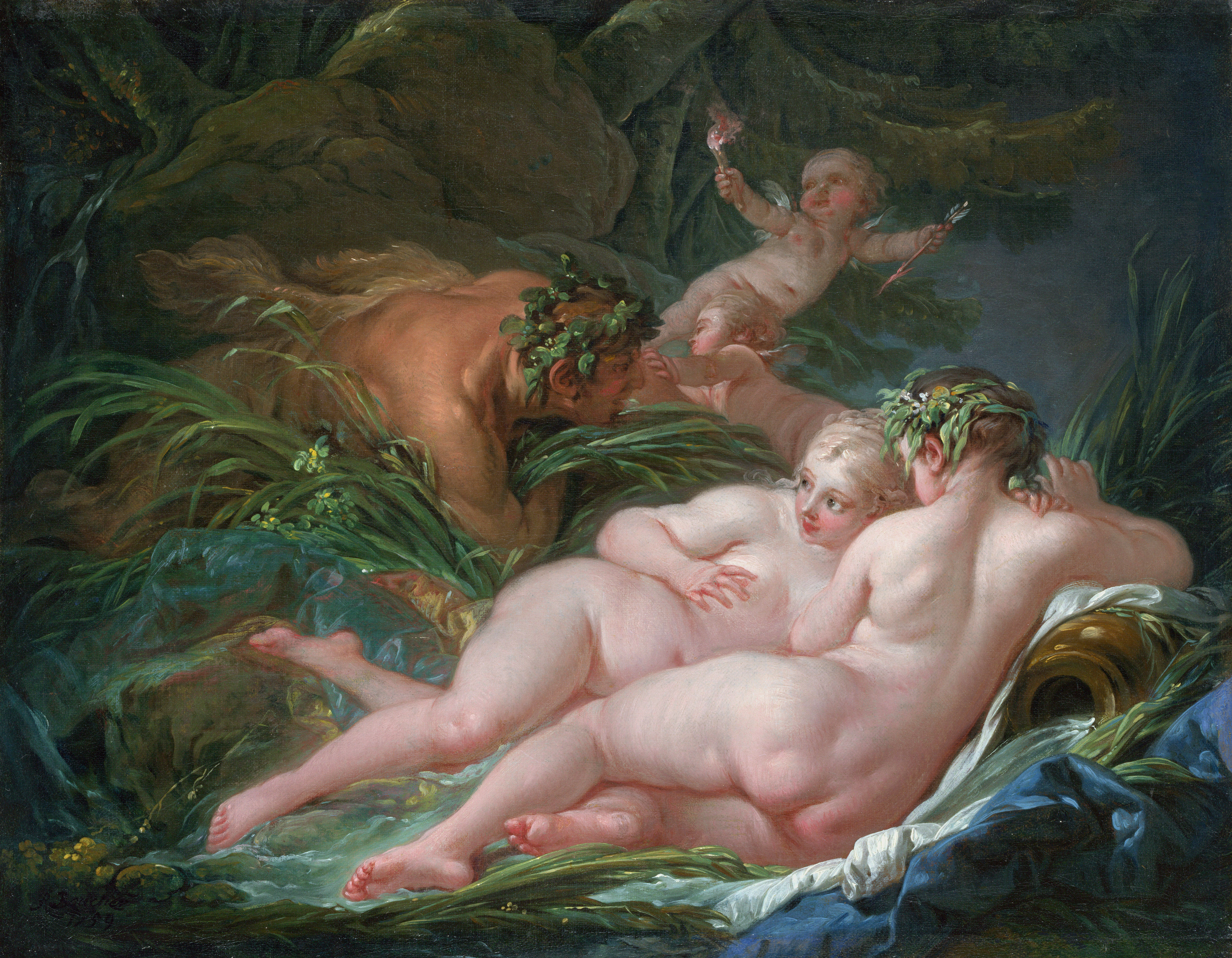
Pan i Syrinx François Boucher (1759)

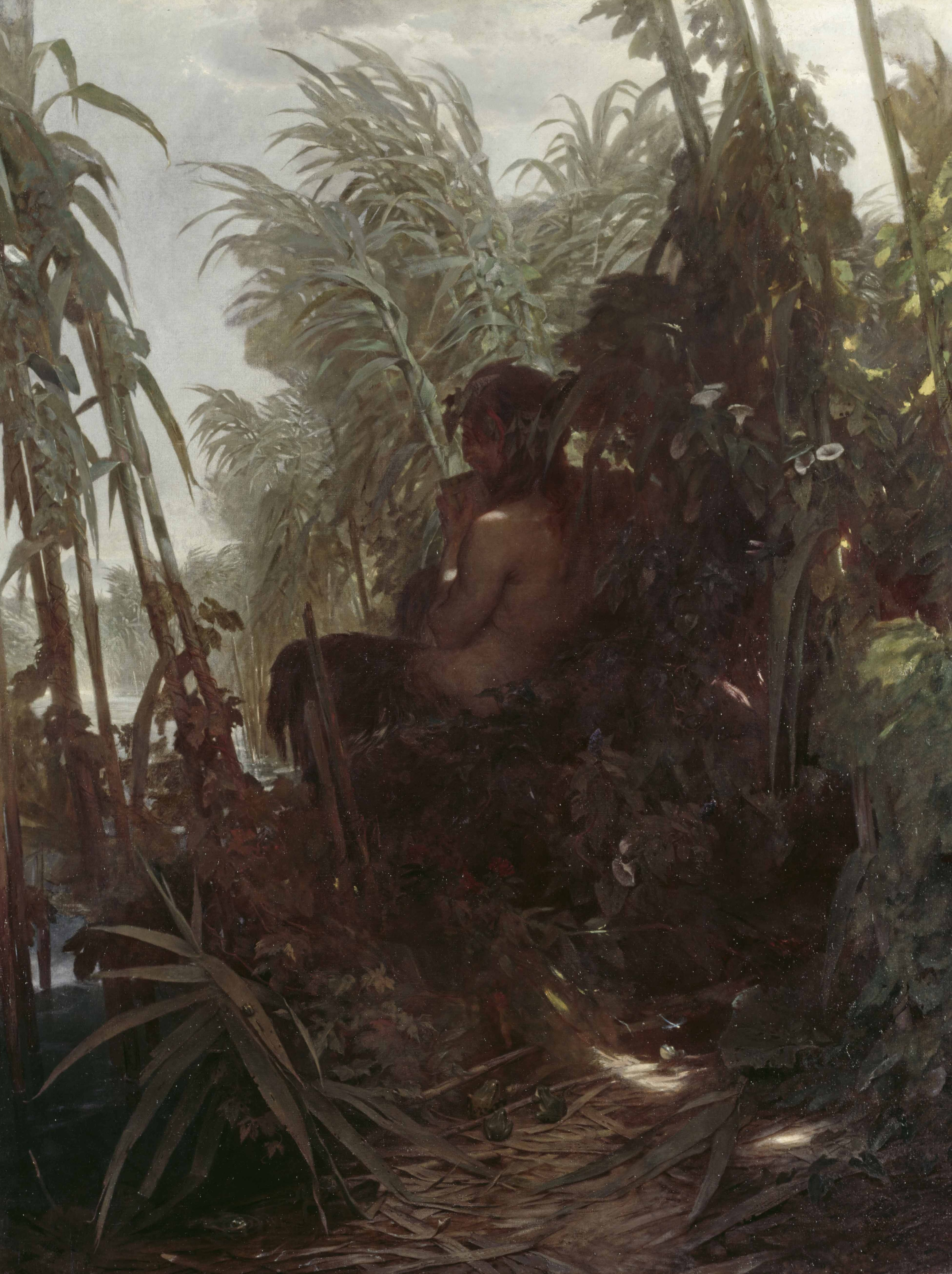
Pan w zaroślach Arnold Böcklin

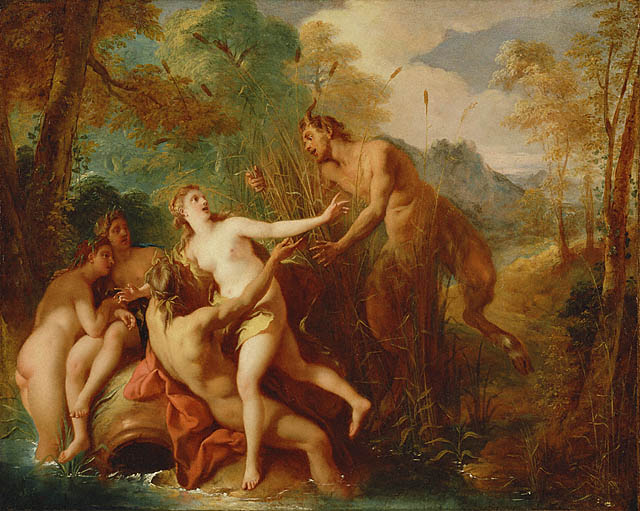
Pan i Syrinx Jean-François de Troy (1722 – 1724)

Najsłynniejsza legenda na temat Pana dotyczy instrumentu muzycznego, znanego jako fletnia Pana. Syrinks była piękną nimfą, córką króla Ladona, ubóstwianą przez satyrów i inne leśne duchy. Kiedy pewnego dnia wracała z polowania, przypadkiem natknęła się na Pana. Uciekła, a Pan podążył za nią i dopadł ją na brzegu rzeki. Jedyną pomoc mogła uzyskać od rzecznych nimf, więc kiedy Pan zaczął ją obłapiać, została zamieniona w rzeczną trzcinę. W tym momencie powiał wiatr i ze źdźbeł trzciny dobył się przepiękny dźwięk. Pan zerwał trzciny i zrobił z nich instrument, który nazwał syringą.

### Echo
Echo była nimfą, posiadającą dar pięknego śpiewu oraz tańca. Jej zalety wzbudzały zachwyt w każdym mężczyźnie. To zdenerwowało lubieżnego Pana, który polecił swoim wiernym ją zabić. Echo została rozerwana na strzępy i rozrzucona po ziemi. Bogini ziemi, Gaia, zebrała szczątki Echo, z których wydobywał się głos powtarzający jej ostatnie słowa. Niektóre wersje tego mitu podają, że Pan i Echo, mieli wcześniej jedno dziecko – Iambe.

### Pitys
Pan zakochał się też kiedyś w nimfie zwanej Pitys, która została zamieniona w sosnę, aby przed nim uciec.

### Paniczny lęk
Mitologiczny bożek swoim krzykiem miał wywoływać wśród ludzi i zwierząt nagły popłoch, bezpodstawny lęk i przerażenie. Ten strach paniczny (θορύβου Πανικοῦ) i zamieszanie mogły doprowadzić do roszady jednostek wojskowych, które pod wpływem strachu mogły mylnie interpretować ruchy wroga.

## Pan w wierzeniach orfików
Postać Pana przeniknęła do wierzeń orfickich. Według orfików Pan był stwórcą ziemi, którą oddzielił od morza, zaś poszczególne elementy Wszechświata były odpowiednikami części ciała Pana.

## Śmierć Pana
Jedni autorzy podają, że taka powinna być interpretacja, inni że to zwykła pomyłka językowa, a chodzi tu w rzeczywistości o śmierć Tammuza utożsamianego z greckim Adonisem.
Interpretacja 1. (Plutarcha):

Według interpretacji podanej przez Plutarcha w Moraliach (De defectu oraculorum, 5:17), Pan jest jedynym bogiem, który umarł. Żył 9720 lat. Za panowania Tyberiusza marynarze przepływający koło Wysp Echinadzkich usłyszeli głos, który nakazał sternikowi imieniem Thamus po dopłynięciu do lądu obwieścić, według tej interpretacji: "Wielki Pan umarł". Żeglarze długo się wahali, ostatecznie przybijając do lądu w okolicach Palodes obwieścili o śmierci boga, mieszkańcy zaś całą noc go opłakiwali. Historia szybko się rozniosła i dotarła do samego Tyberiusza, który nakazał wezwać do siebie Thamusa, a następnie zasięgnął rady u uczonych, którzy potwierdzili prawdziwość tej opowieści.

Informacja o śmierci Pana mogła zostać wymyślona przez Plutarcha, który będąc wyznawcą jednego, wiecznego i wszechogarniającego Boga, uznawał tradycyjne bóstwa za śmiertelne demony. Późniejsi autorzy chrześcijańscy zinterpretowali śmierć Pana jako symboliczną śmierć pogaństwa.
Antoni Lange w swoim Pogrzebie Shelleya opisywał śmierć Pana:

Raz jeszcze światu zmarł Pan grecki.
Bo on był arfą natury... wcieleniem
Nieśmiertelnego bóstwa greckich ludów...

Interpretacja 2.:

Ta interpretacja podaje, że to najpewniej Egipcjanin Thamus na statku, nie znając dobrze obcego języka, obyczaju, religii czy mitologii popełnił drobny błąd językowy, przesłyszał się, interpretując „Thamus Panmegas tethneke” jako „Thamous Pan ho megas tethneke”, czyli (w tłumaczeniu na język polski) informację „Tammuz [czyli +/- Adonis] wszech-wielki, nie żyje!” zinterpretował błędnie jako zwrócenie się do niego (podobieństwo imienia boga): „Thamus![ie!] Pan Wielki nie żyje!”. Greckie „pan” = polskie „wszech”, rzadziej też „pan-”, jak w paneuropejski, panslawizm.

## Pan jako symbol erotyzmu
Pan jest znany ze swojej jurności i często był przedstawiany z Priapem w stanie erekcji. Wierzono, że Pan najczęściej uwodził swoimi wdziękami nadobne dziewice i nieśmiałych pasterzy, ale jego najbardziej udana miłość to orgie z siostrami Meneidami. Zaspokoił je wszystkie naraz, co często przedstawiano w sztuce, pokazując całe stado Panów spółkujących z siostrami.

## Pan w sztuce

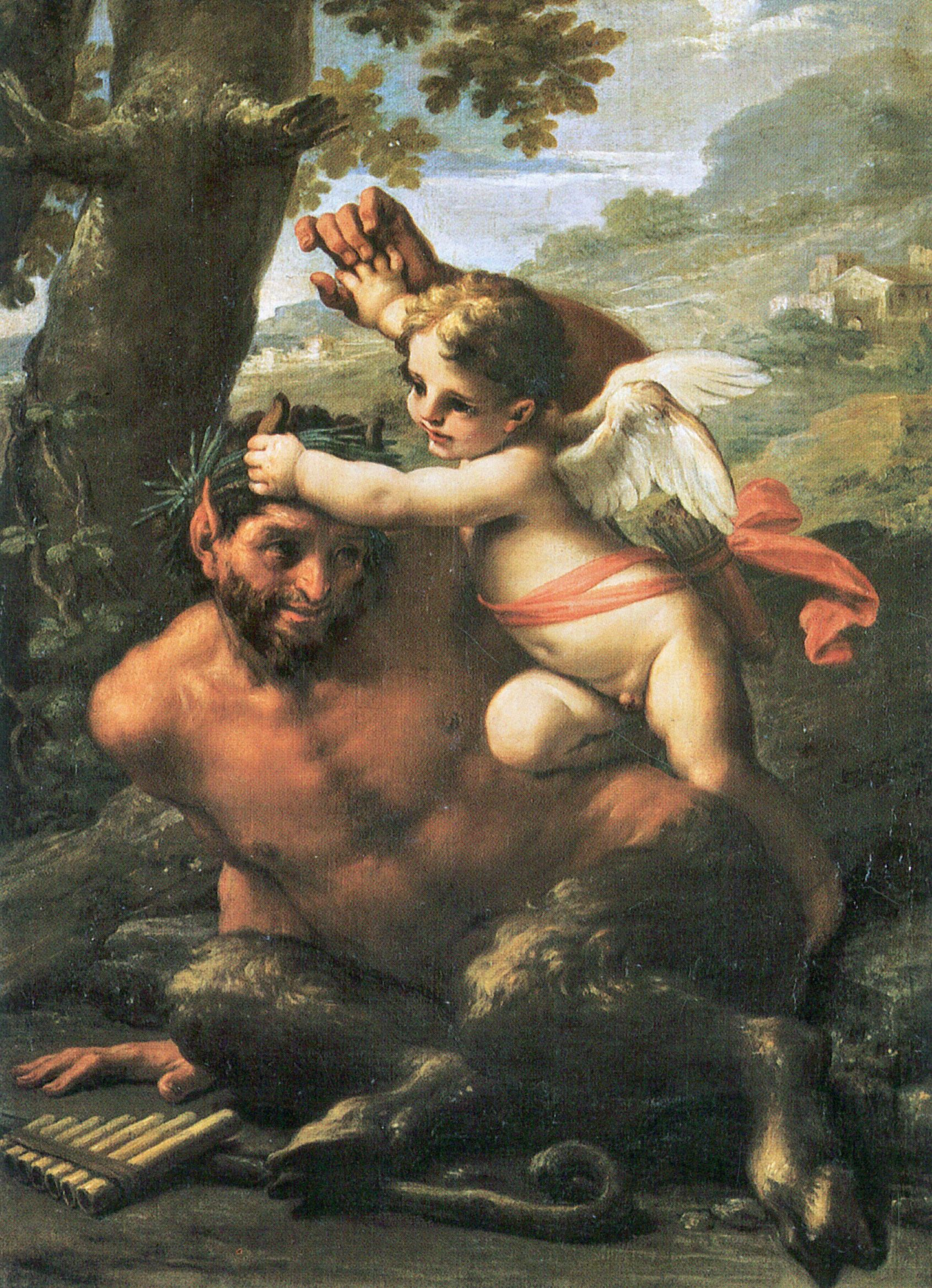
Amor i Pan Francesco Mancini

Postać Pana została rozpropagowana głównie przez artystów XVII-wiecznych. Jednym z pierwszych obrazów, przedstawiającym Pana, był obraz z 1492 roku: Pan, bóg życia i muzyki autorstwa Luca Signorellego. Kolejne obrazy, gdzie był jednym z bohaterów, to m.in.:
- Pan i Syrniks – H. Rottenhammera (z 1610), J. Jordaensa (1610), Rubensa (1617-1619 r.), N. Poussina (ok. 1637), J.F. de Troya (1722-1724 r.), F. Bouchera (1759) i A. Böcklina (1854)
- Pan nimfy i satyrowie – D. Teniersa (1670)
- Ogród Pana – E. Burne-Jonesa (1888)
- Pan i Mars – J.K. Lotha
- Pan pośród trzcin (1856-1857) – A. Böcklina
- Pan przerażający wieśniaka – A. Böcklina
- oraz obrazy A. Feuerbacha i P. Picassa.

Pan był przedstawiany również w rzeźbie, m.in. w: Koncert Pana autorstwa L. Signorellego oraz Pan tłoczący wino A. Rodina (1878 r.).

## Pan w literaturze
Pan był bohaterem hymnu pt. Hymn do Pana autorstwa Percy Bysshe Shelley oraz kantaty Spór Feba z Panem powstałej w 1731 roku, a napisanej przez Johanna Sebastiana Bacha.

Jako postać drugoplanowa występował u Andrew Marvella w utworze Ogród, u Norwida w Psalmach (psalm, I), w Letnich dniach Stanislava Kostki Neumanna, u Tadeusza Micińskiego w Nocy majowej oraz u Kazimierza Wierzyńskiego (Kantata o górach). Vladimir Vidrić w Poranku pisał: 

Świtało. Jeszcze gąszcz czernił się w gaju.
Z pokaźnym miechem Pan wyszedł z półmroku
I wszedł na czyste pole pod osiką,
Skąd głośnym śmiechem ogłosił się wokół

Pan przewijał się w prozie Jerzego Hulewicza Raz tylko widziałem ślad ludzkiej stopy... oraz w utworze Stara kobieta i Pan autorstwa Jadwigi Żylińskiej.
Kilku poetów uczyniło go bohaterem swych wierszy m.in. Janusz Margański Pan, Galina Petrosanjak Pan.

## Literatura tematu
- Walter Burkert 1985 Greek Religion, wyd. Harvard University Press
- Karl Kerenyi 1951 The Gods of the Greeks, wyd. Thames & Hudson
- Carl A.P.Ruck 1994 The World of Classical Myth, wyd. Carolina Academic Press
- Philippe Borgeaud 1979 Recherches sur le Dieu Pan, wyd. Geneva University
- Leo Vinci (1993), Pan: Great God Of Nature, Neptune Press, London
- Roberto Malini, (1998), Pan dio della selva, Edizioni dell'Ambrosino, Milano
- Diotima, (2007), The Goat Foot God, Bibliotheca Alexandrina
- Włodzimierz Appel, Legenda o Panie Filomata, 1977 nr 310
- Jerzy Łanowski, Kunsztowne dziwactwa, wyd. Filomata, 1984 nr 361
- Janina Ławińska-Tyszkowska, Papirusowe epylion o Panie, wyd. Filomata, 1984 nr 360
- В.Н. Топоров, Об индоевропейских соответствиях одному балтийскому имени: (балт. Pus(k)ait-: др.-инд. Pūsan, др.-греч. Πάν), "Балто-славянские Исследования", 1974